# Peter Kunkel (Mathematiker)
Peter Kunkel (* 22. September 1957 in Heidelberg) ist ein deutscher Mathematiker und Professor für Numerische Mathematik.

## Leben
Nach dem Abitur im Mai 1976 studierte Peter Kunkel von 1976 bis 1983 Mathematik mit Nebenfach Physik an der Ruprecht-Karls-Universität Heidelberg und schloss mit dem Thema „Ein adaptives Verfahren zur Lösung von Volterraschen Integralgleichungen zweiter Art“ im Juni 1983 mit dem Diplom in Mathematik ab. Er promovierte mit dem Thema „Quadratisch konvergente Verfahren zur Berechnung von entfalteten Singularitäten“ im Juni 1986 zum Dr. rer. nat. und habilitierte im Dezember 1990 unter „A Unified Approach to the Numerical Treatment of Singular Points“ über das Thema „Die Theorie der Ordnungssterne“.
Von 1983 bis 1988 war Kunkel wissenschaftlicher Mitarbeiter am Sonderforschungsbereich 123 Stochastische Mathematische Modelle der Universität Heidelberg. Danach hatte er von 1989 bis 1995 eine Stelle als Hochschulassistent am Fachbereich Mathematik der Carl von Ossietzky Universität Oldenburg inne. Eine übergangsweise Beschäftigung als Universitätsprofessor (C3) für Angewandte Mathematik an der Universität Augsburg folgte von 1994 bis 1995. Daraufhin nahm er eine Vertretung der Professur für Numerik und Wissenschaftliches Rechnen an der Universität Leipzig von 1996 bis 1997 an. Von 1999 bis 2000 hatte Kunkel eine Vertretungsprofessur für Numerik und Wissenschaftliches Rechnen an der Universität Leipzig innegehabt. Seit 2001 ist Kunkel Universitätsprofessor für Numerik und Wissenschaftliches Rechnen an der Fakultät für Mathematik und Informatik der Universität Leipzig. 